# Malebolge (rivista)
Malebolge fu una rivista di letteratura fondata a Reggio Emilia nel 1964 da Corrado Costa insieme ad Adriano Spatola e Giorgio Celli.
La rivista, a carattere irregolare, nacque nell'ambito del Gruppo 63 e può essere considerata, come la rivista romana "Grammatica" di Achille Perilli, una rivista di minore consistenza tra quelle della neoavanguardia, ma solamente dal punto di vista quantitativo perché ricca di materiali nati dall'esperienza di quel periodo.
I fascicoli pubblicati da "Malebolge" furono solamente quattro, dalla primavera del 1964 alla primavera del 1967, divisi in tre numeri ed un quaderno. Ad essi si aggiunge un'uscita compresa nel numero 26 di "Bolgia".
I primi due numeri furono distribuiti da Ugo Mursia e gli altri due da Vanni Scheiwiller che ne fu anche l'editore.
La redazione della rivista, alla quale parteciparono oltre al responsabile Pippo Conti, Vincenzo Accame, Giorgio Celli, Corrado Costa, Antonio Porta, Alberto Gozzi, Nanni Scolari e Adriano Spatola, venne curata graficamente da Giovanni Anceschi e subì qualche modifica nei diversi fascicoli.
La rivista, che nei primi due numeri presentava il sottotitolo di "rivista letteraria", era divisa in due sezioni fisse, "Testi" e "Pretesti", ai quali si aggiungeva in alcuni numeri la sezione "Contesti".
Le sezioni servivono per distinguere la parte dei testi dagli interventi e dai saggi con scritti dei letterati appartenenti al gruppo, tra i quali Angelo Guglielmi, Edoardo Sanguineti e Umberto Eco, Gian Pio Torricelli.
In linea con il Gruppo 63, la rivista pubblicava non solo scritti poetici e narrativi degli stessi redattori, ma anche gli interventi dei convegni tenuti dal "Gruppo 63" e organizzati in quegli anni, come quello di Reggio Emila tenutosi dal 1º al 3 novembre 1964 e quello della Spezia che ebbe luogo dal 10 al 12 giugno del 1966.
Oltre agli scritti di carattere letterario, la rivista accoglieva alcuni articoli e testi teorici di musica o arte, come "Eugenetica musicale e gastronomia dell'impegno" di Luciano Berio, nel numero 1, e il "Manifesto dell'arte permutazionale" di A.A. Moles nel quaderno numero 1.
Tutti i numeri della rivista sono disponibili in una edizione commentata della casa editrice Diabasis di Reggio Emilia: "Malebolge - L'altra rivista delle avanguardie" (2011) a cura di Eugenio Gazzola, con prefazione di Walter Pedullà e una testimonianza di Giorgio Celli.